# Ayo Dosunmu
Quamdeen Ayopo „Ayo” Dosunmu (ur. 17 stycznia 2000 w Chicago) – amerykański koszykarz, nigeryjskiego pochodzenia, występujący na pozycji rozgrywającego, obecnie zawodnik Chicago Bulls.
W 2018 wziął udział w meczu gwiazd amerykańskich szkół średnich – Jordan Classic. Został też wybrany do I składu USA Today All-Illinois oraz składów honorable mention – Naismith High School All-America i MaxPreps All-America. .

## Osiągnięcia
Stan na 21 września 2023, na podstawie, o ile nie zaznaczono inaczej.
NCAA
- Uczestnik rozgrywek II rundy turnieju NCAA (2021)
- Mistrz turnieju konferencji Big 10 (2021)
- Koszykarz roku NCAA (2021 według USA Today)
- Laureat Bob Cousy Award (2021)[4]
- Sportowiec roku Illinois (2020, 2021)
- Most Outstanding Player (MOP=MVP) turnieju Big 10 (2021)[5]
- Najlepszy pierwszoroczny sportowiec Illinois (2019)
- Zaliczony do:
  - I składu:
    - All-American (2021)
    - Big Ten (2021)
    - turnieju Big Ten (2021)
    - najlepszych pierwszorocznych zawodników Big Ten (2019)

  - II składu Big Ten (2020)
  - honorable mention All-Big Ten (2019)
- Zawodnik tygodnia:
  - NCAA (Naismith Trophy – 8.02.2021, Jay Bilas Co-National Player of the Week (27.01.2020)
  - Big Ten (24.02.2020, 14.12.2020, 28.12.2020, 1.02.2021, 8.02.2021)
- Najlepszy pierwszoroczny zawodnik tygodnia Big Ten (11.02.2019, 18.02.2019)

NBA
- Zaliczony do II składu debiutantów NBA (2022)[6]
- Uczestnik turnieju drużynowego Rising Stars Challenge (2022[7], 2023[8])

Reprezentacja
- Mistrz Ameryki U–18 (2018)